# Pànic bancari

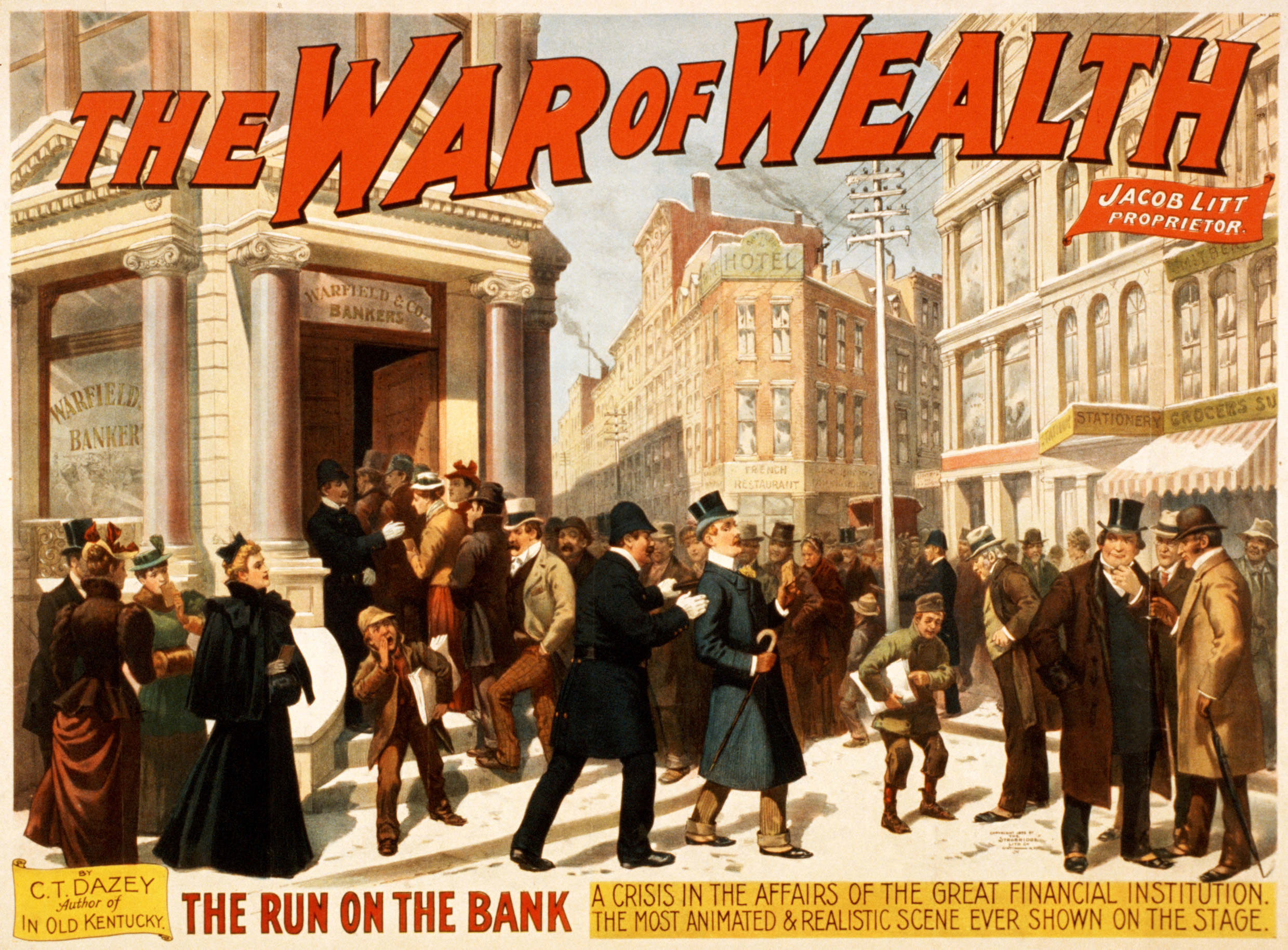
Un cartell de l'obra de Broadway de 1896, La Guerra de la Riquesa representa un típic pànic bancari en el als Estats Units.

Un pànic, estampida o setge bancari bancari (en anglès bank run o run on the bank) és una retirada massiva de dipòsits bancaris duta a terme per gran quantitat de clients d'un banc. Aquests retiren els seus dipòsits pel fet que creuen que el banc és, o podria ser, insolvent.
Quan una estampida bancària progressa, es retroalimenta esdevenint una profecia autorealitzada: com més persones retiren els seus dipòsits, la probabilitat d'impagament del banc s'incrementa i això estimula posteriors retirades. Aquest fenomen pot donar-se només en aquells bancs que usin reserva fraccionària, ja que només guarden en caixa una part de la quantitat dipositada. Un pànic bancari pot desestabilitzar el banc fins al punt que hagi de fer front a la fallida.

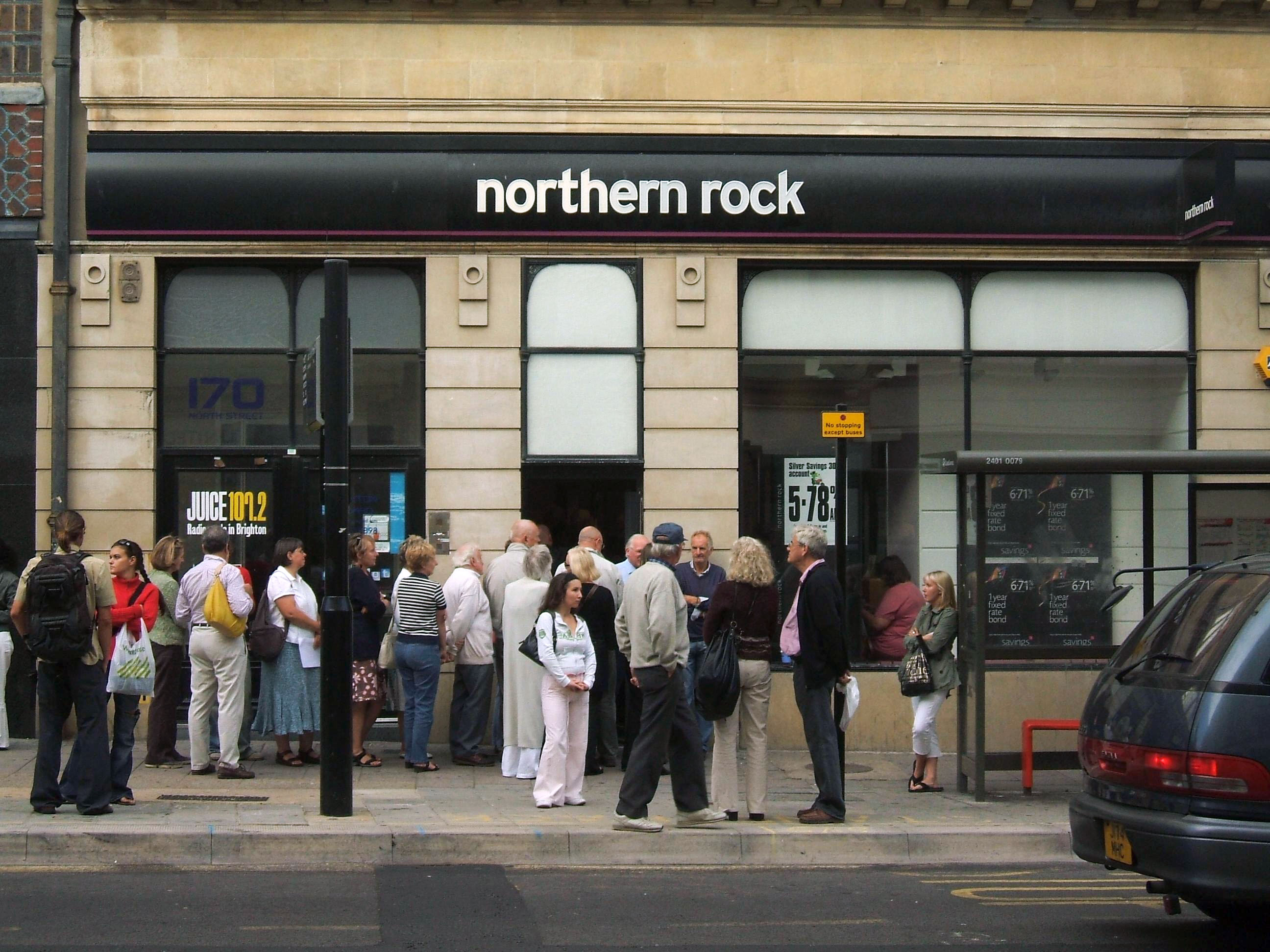
estatització del banc britànic Northern Rock el 2007.

Un pànic bancari o pànic financer és una crisi financera que ocorre quan molts bancs pateixen curses a la vegada. Una crisi bancària sistèmica és una en la qual tot o gairebé tot el capital bancari en un país és destruït. La resultant cadena de fallides pot causar una llarga recessió. La major part del dany econòmic de la Gran Depressió va ser ocasionat directament per corregudes bancàries. El cost de sanejar una crisi bancària sistèmica pot ser enorme, amb costos fiscals d'un 13% de mitjana del producte intern brut i pèrdues de producció econòmica mitjana del 20% del PIB per crisis importants de 1970 a 2007.
Diverses tècniques poden ajudar a prevenir els pànics bancaris, incloent la suspensió temporal dels recessos, l'actuació del banc central com prestador d'última instància, la protecció dels dipòsits en fons de garantia, com ara la Corporació Federal d'Assegurança de Dipòsits dels Estats Units i regulació bancària des del govern. Aquestes tècniques no funcionen sempre, per exemple, fins i tot amb assegurances de dipòsits, els estalviadors poden estar encara motivats per creences que perdran accés immediat als dipòsits durant la reorganització del banc.

## Convocatòria BankRun2010
Arran d'unes declaracions del futbolista Eric Cantona, va sorgir a França, l'octubre de 2010 un moviment - Stop Banque o StopBanque - que defensa les propostes de Cantona i, concretament, la convocatòria d'un bank run -retirada de dipòsits de comptes bancaris-organitzat per al 7 de desembre de 2010. Els organitzadors d'aquest moviment -la belga Géraldine Feuillien i el francès Yann Sarfati- van rebre al seu perfil de Facebook nombrosos suports a favor d'aquest experiment. El dia 7, segons indicacions dels bancs, la proposta no va tenir incidència significativa.

## Pànic bancari a les arts
En la pel·lícula de Mary Poppins es recull una escena de pànic bancari.